# Hôpital français de Hanoï
Pour les articles homonymes, voir HFH.
L'hôpital français de Hanoï (en vietnamien : Bệnh viện Việt Pháp Hà Nội), anciennement hôpital international de Hanoï, est un hôpital privé situé dans le district de Dong Da à Hanoï, la capitale du Viêt Nam. Exploité par une entreprise française, l'établissement emploie des médecins français et vietnamiens. L'hôpital compte moins de 60 lits.

## Historique

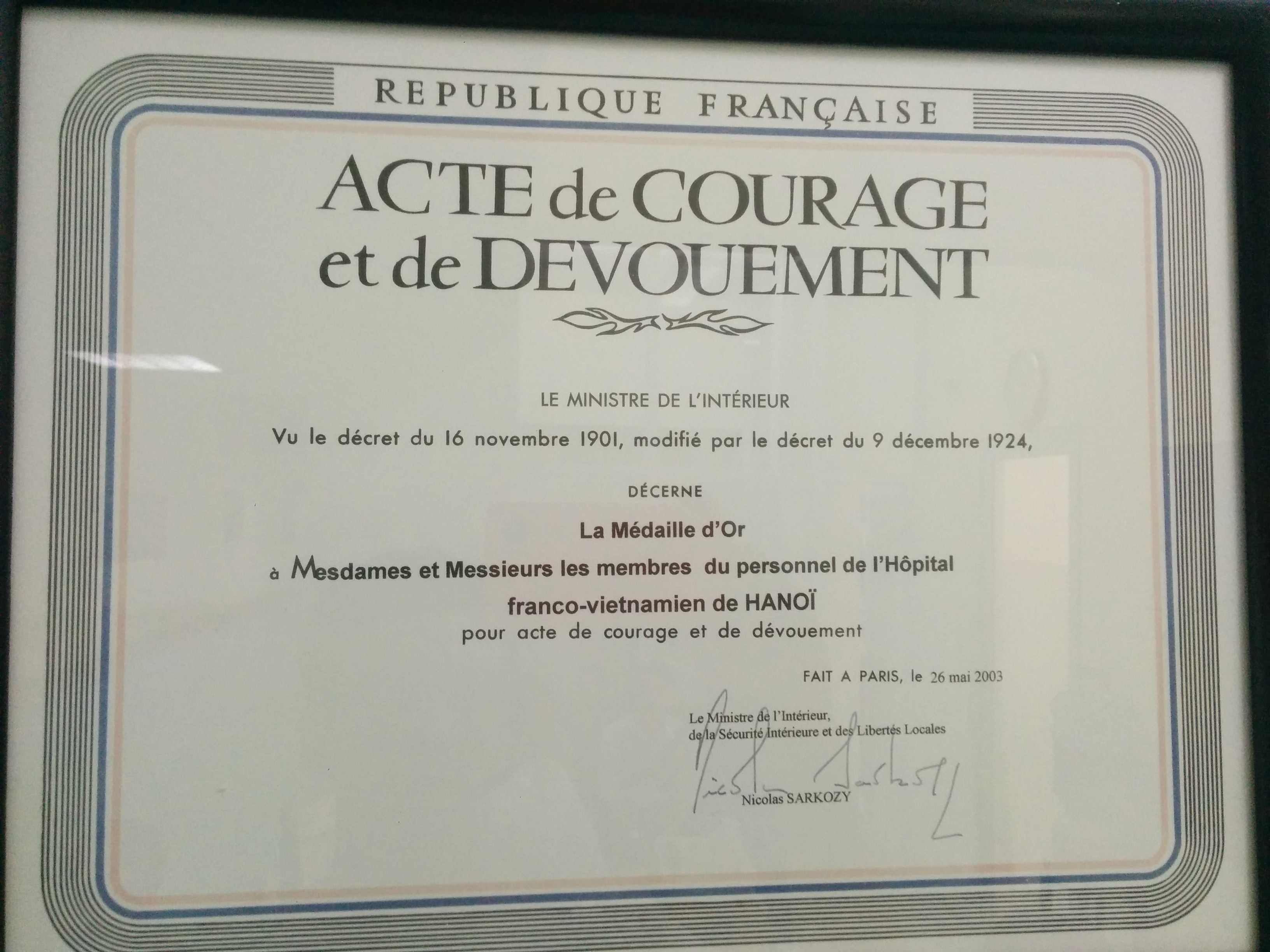
La médaille d'honneur pour acte de courage et de dévouement est décernée par le ministre de l'Intérieur français Nicolas Sarkozy aux membres du personnel de l'hôpital.

L'hôpital français de Hanoï est fondé en 1997 en tant que coentreprise entre l'hôpital de Bạch Mai (en) et une firme australienne[réf. nécessaire]. En janvier 2010, la compagnie australienne vend sa part à l'entreprise française Eukaria S.A.[réf. nécessaire]. En septembre 2010, l'hôpital est entièrement privatisé grâce à un investissement de 12,5 millions de dollars. Il s'agit du premier hôpital privé de Hanoï. Il s'agissait autrefois du seul hôpital international du Viêt Nam.
L'hôpital français de Hanoï est connu pour avoir lutté contre l'épidémie du syndrome respiratoire aigu sévère (SRAS) en 2003, en confinant les quelque 40 patients et membres du personnel contaminés par le virus,. Sept personnes décèdent, dont au moins cinq membres du personnel de l'hôpital,,, mais le virus est isolé et sa propagation est stoppée au Viêt Nam,,. Le 22 mars 2003, un cardiologue de l'hôpital français de Hanoï, le Dr Jacques-Yves Ketelers, contaminé par le virus rentre en France pour être hospitalisé en urgence et mis en quarantaine dans un hôpital de Tourcoing,, où il meurt le 8 juillet 2003. Il a contaminé trois passagers du vol Hanoï-Paris.
En mai 2003, les membres du personnel de l'hôpital sont décorés de la Médaille d'honneur pour acte de courage et de dévouement par le ministre français de l'Intérieur Nicolas Sarkozy. Devant l'hôpital, un petit temple commémore les six médecins décédés durant l'épidémie.
En mai 2018, un incendie se déclare à l'hôpital.